# Mosillus frontina
Mosillus frontina är en tvåvingeart som först beskrevs av Costa 1854.  Mosillus frontina ingår i släktet Mosillus och familjen vattenflugor.
Artens utbredningsområde är Italien. Inga underarter finns listade i Catalogue of Life.